# Premios América le responde a El País
Los Premios América le responde a El País son una serie de galardones para futbolistas sudamericanos entregados por el periódico uruguayo El País. Un jurado formado exclusivamente por periodistas especializados de las principales publicaciones deportivas del continente dictaminan los vencedores de los Premios. Se trata de una continuación del Premio otorgado anteriormente por otro diario sudamericano, El Mundo de Venezuela.
Además del mejor jugador de América, la encuesta también recoge al mejor entrenador del continente y a la mejor formación del año. El Premio a los jugadores también se denomina "Rey de América" o "Futbolista Sudamericano del Año" y el Premio a los entrenadores es de "Entrenador Sudamericano del Año",mientras que el XI elegido se denomina "Equipo Ideal de América".Sólo los jugadores y entrenadores activos en clubes y equipos sudamericanos compiten por el Premio. 
En el año 2021, El País anunció el lanzamiento de Premios femeninos empezando con el "Reina de América" como nueva categoría no obligatoria para los periodistas encuestados. 
Tradicionalmente los Premios se anuncian el último día de cada año, a excepción del año 2022, que se retrasó por el Mundial de la FIFA de ese año.

## Distinciones
En la actualidad, el periódico El País entrega 4 premios anualmente, destacando al mejor futbolista del año, el mejor entrenador y el equipo ideal, así como también a la mejor futbolista femenina. Además, también hace una mención a los futbolistas, entrenadores y equipos destacados de cada país del continente. Entre 1991 y 2016, el periódico entregó premios al mejor futbolista y mejor entrenador a nivel mundial pero fueron discontinuados.
| Premios activos          | Premios activos                                                                         | Reconocimientos                                                 | Primera edición       | Último ganador      |
| ------------------------ | --------------------------------------------------------------------------------------- | --------------------------------------------------------------- | --------------------- | ------------------- |
| Categorías masculinas    |                                                                                         |                                                                 |                       |                     |
|                          | Rey de América                                                                          | Premio al mejor futbolista del año en el fútbol sudamericano.   | 1971- Tostão          | 2024 - Germán Cano  |
| Entrenador del año       | Premio al mejor entrenador del año en el fútbol sudamericano.                           | 1986 - Carlos Bilardo                                           | 2024 - Fernando Diniz |                     |
| Equipo Ideal de América  | Premio al mejor XI del año en el fútbol sudamericano.                                   | 1986                                                            | 2024                  |                     |
| Los mejores de cada país | Mención al futbolista, entrenador y equipo destacado en cada liga local del continente. | 2020                                                            | 2024                  |                     |
| Categorías femeninas     |                                                                                         |                                                                 |                       |                     |
|                          | Reina de América                                                                        | Premio a la mejor futbolista del año en el fútbol sudamericano. | 2021 - Tamires        | 2024 - Gabi Zanotti |
| La mejor de cada país    | Mención a la futbolista destacada en cada liga local del continente.                    | 2021                                                            | 2024                  |                     |

## Rey de América

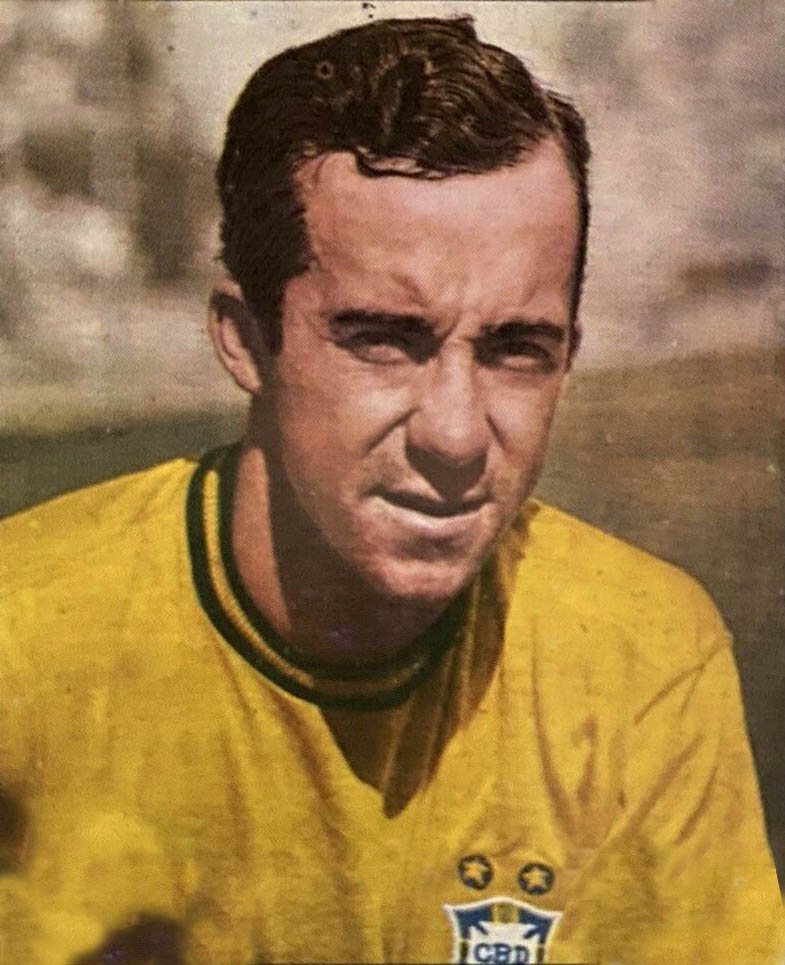
Tostão, primer Rey de América.

El Futbolista sudamericano del año es un premio anual otorgado al mejor jugador de fútbol en Sudamérica. Los premios empezaron en el año 1971 y eran concedidos por el diario venezolano El Mundo, llegando a ser considerados oficiales hasta 1985. Desde el año 1986, el diario uruguayo El País elige al Rey de América que, desde entonces, es considerado como el premio oficial. El resultado se conocerá el último día del año, con base a la opinión de unos doscientos periodistas de la región.
| Galardones oficiales de El Mundo (1971-85) | Galardones oficiales de El Mundo (1971-85) | Galardones oficiales de El Mundo (1971-85) | Galardones oficiales de El Mundo (1971-85) | Galardones oficiales de El Mundo (1971-85) |
| Año | Año                                        | Pos.                                       | Jugador                                    | Equipo                                     |
| --- | ------------------------------------------ | ------------------------------------------ | ------------------------------------------ | ------------------------------------------ |
| 1971 |                                            | Centrocampista                             | Tostão                                     | Cruzeiro                                   |
| 1972 | Centrocampista                             | Teófilo Cubillas                           | Alianza Lima                               |                                            |
| 1973 | Delantero                                  | Pelé                                       | Santos                                     |                                            |
| 1974 | Defensa                                    | Elías Figueroa                             | Internacional                              |                                            |
| 1975 | Defensa                                    | Elías Figueroa                             | Internacional                              |                                            |
| 1976 | Defensa                                    | Elías Figueroa (3)                         | Internacional                              |                                            |
| 1977 | Centrocampista                             | Zico                                       | Flamengo                                   |                                            |
| 1978 | Delantero                                  | Mario Kempes                               | Valencia                                   |                                            |
| 1979 | Centrocampista                             | Diego Maradona                             | Argentinos Juniors                         |                                            |
| 1980 | Centrocampista                             | Diego Maradona (2)                         | Argentinos Juniors                         |                                            |
| 1981 | Centrocampista                             | Zico                                       | Flamengo                                   |                                            |
| 1982 | Centrocampista                             | Zico (3)                                   | Flamengo                                   |                                            |
| 1983 | Centrocampista                             | Sócrates                                   | Corinthians                                |                                            |
| 1984 | Centrocampista                             | Enzo Francescoli                           | River Plate                                |                                            |
| 1985 | Centrocampista                             | Julio César Romero                         | Fluminense                                 |                                            |
| \| Galardones no oficiales \| Galardones no oficiales \| Galardones no oficiales \| Galardones no oficiales \| Galardones no oficiales \| \| Año \| Año \| Pos. \| Jugador \| Equipo \| \| ----------------------- \| ----------------------- \| ----------------------- \| ----------------------- \| ----------------------- \| \| 1986 \| \| \| Diego Armando Maradona \| SSC Napoli \| \| 1987 \| \| Carlos Valderrama \| Deportivo Cali \| \| \| 1988 \| \| Rubén Paz \| Racing Club \| \| \| 1989 \| \| Diego Armando Maradona \| SSC Napoli \| \| \| 1990 \| \| Diego Armando Maradona \| SSC Napoli \| \| \| 1991 \| \| Gabriel Omar Batistuta \| AC Fiorentina \| \| \| 1992 \| \| Diego Armando Maradona \| Sevilla F. C. \| \| |                                            |                                            |                                            |                                            |
| Galardones no oficiales |                                            |                                            |                                            |                                            |
| Año | Año                                        | Pos.                                       | Jugador                                    | Equipo                                     |
| 1986 |                                            | Centrocampista                             | Diego Armando Maradona                     | SSC Napoli                                 |
| 1987 | Centrocampista                             | Carlos Valderrama                          | Deportivo Cali                             |                                            |
| 1988 | Centrocampista                             | Rubén Paz                                  | Racing Club                                |                                            |
| 1989 | Centrocampista                             | Diego Armando Maradona                     | SSC Napoli                                 |                                            |
| 1990 | Centrocampista                             | Diego Armando Maradona                     | SSC Napoli                                 |                                            |
| 1991 | Delantero                                  | Gabriel Omar Batistuta                     | AC Fiorentina                              |                                            |
| 1992 | Centrocampista                             | Diego Armando Maradona                     | Sevilla F. C.                              |                                            |

| Galardones oficiales de El País (1986-) | Galardones oficiales de El País (1986-) | Galardones oficiales de El País (1986-) | Galardones oficiales de El País (1986-) | Galardones oficiales de El País (1986-) |
| Año                                     | Año                                     | Pos.                                    | Jugador                                 | Equipo                                  |
| --------------------------------------- | --------------------------------------- | --------------------------------------- | --------------------------------------- | --------------------------------------- |
| 1986                                    |                                         | Delantero                               | Antonio Alzamendi                       | River Plate                             |
| 1987                                    | Centrocampista                          | Carlos Valderrama                       | Deportivo Cali                          |                                         |
| 1988                                    | Centrocampista                          | Rubén Paz                               | Racing Club                             |                                         |
| 1989                                    | Delantero                               | Bebeto                                  | Flamengo Vasco da Gama                  |                                         |
| 1990                                    | Delantero                               | Raúl Vicente Amarilla                   | Olimpia                                 |                                         |
| 1991                                    | Defensa                                 | Oscar Ruggeri                           | Vélez Sarsfield                         |                                         |
| 1992                                    | Centrocampista                          | Raí                                     | São Paulo                               |                                         |
| 1993                                    | Centrocampista                          | Carlos Valderrama (2)                   | Junior                                  |                                         |
| 1994                                    | Defensa                                 | Cafú                                    | São Paulo                               |                                         |
| 1995                                    | Delantero                               | Enzo Francescoli (2)                    | River Plate                             |                                         |
| 1996                                    | Guardameta                              | José Luis Chilavert                     | Vélez Sarsfield                         |                                         |
| 1997                                    | Delantero                               | Marcelo Salas                           | River Plate                             |                                         |
| 1998                                    | Delantero                               | Martín Palermo                          | Boca Juniors                            |                                         |
| 1999                                    | Delantero                               | Javier Saviola                          | River Plate                             |                                         |
| 2000                                    | Delantero                               | Romário                                 | Vasco da Gama                           |                                         |
| 2001                                    | Centrocampista                          | Juan Román Riquelme                     | Boca Juniors                            |                                         |
| 2002                                    | Delantero                               | José Saturnino Cardozo                  | Toluca                                  |                                         |
| 2003                                    | Delantero                               | Carlos Tévez                            | Boca Juniors                            |                                         |
| 2004                                    | Delantero                               | Carlos Tévez                            | Boca Juniors                            |                                         |
| 2005                                    | Delantero                               | Carlos Tévez (3)                        | Corinthians                             |                                         |
| 2006                                    | Centrocampista                          | Matías Fernández                        | Colo-Colo                               |                                         |
| 2007                                    | Delantero                               | Salvador Cabañas                        | América                                 |                                         |
| 2008                                    | Centrocampista                          | Juan Sebastián Verón                    | Estudiantes de La Plata                 |                                         |
| 2009                                    | Centrocampista                          | Juan Sebastián Verón (2)                | Estudiantes de La Plata                 |                                         |
| 2010                                    | Centrocampista                          | Andrés D'Alessandro                     | Internacional                           |                                         |
| 2011                                    | Delantero                               | Neymar                                  | Santos                                  |                                         |
| 2012                                    | Delantero                               | Neymar (2)                              | Santos                                  |                                         |
| 2013                                    | Centrocampista                          | Ronaldinho                              | Atlético Mineiro                        |                                         |
| 2014                                    | Delantero                               | Teófilo Gutiérrez                       | River Plate                             |                                         |
| 2015                                    | Centrocampista                          | Carlos Andrés Sánchez                   | River Plate                             |                                         |
| 2016                                    | Delantero                               | Miguel Borja                            | Cortuluá Atlético Nacional              |                                         |
| 2017                                    | Delantero                               | Luan Vieira                             | Grêmio                                  |                                         |
| 2018                                    | Centrocampista                          | Gonzalo Martínez                        | River Plate                             |                                         |
| 2019                                    | Delantero                               | Gabriel Barbosa                         | Flamengo                                |                                         |
| 2020                                    | Delantero                               | Marinho                                 | Santos                                  |                                         |
| 2021                                    | Delantero                               | Julián Álvarez                          | River Plate                             |                                         |
| 2022                                    | Delantero                               | Pedro Guilherme                         | Flamengo                                |                                         |
| 2023                                    | Delantero                               | Germán Cano                             | Fluminense                              |                                         |
| 2024                                    | Delantero                               | Luiz Henrique                           | Botafogo                                |                                         |

## Entrenador del Año

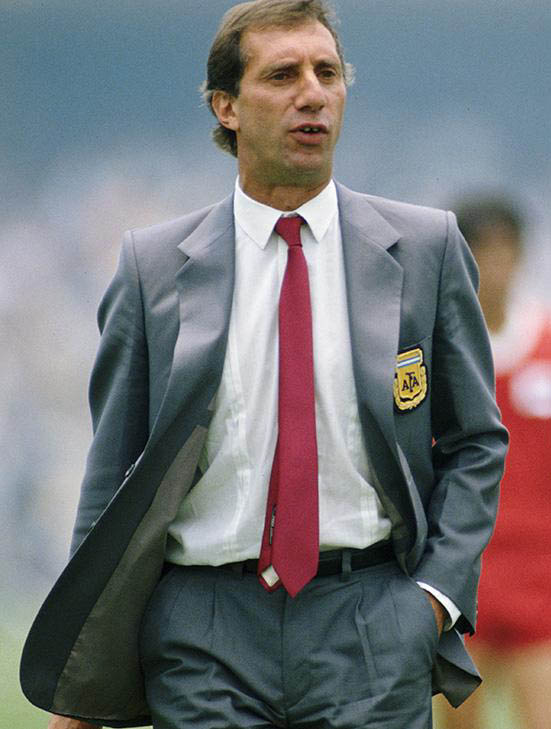
Carlos Bilardo, primer ganador del Premio.

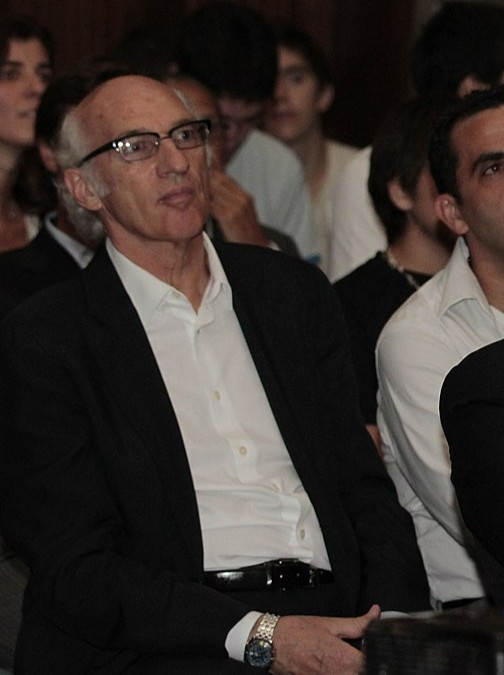
Carlos Bianchi, máximo ganador del premio al Entrenador del Año.

| Año  | Año                          | Entrenador                            | Equipo                 |
| ---- | ---------------------------- | ------------------------------------- | ---------------------- |
| 1986 |                              | Carlos Bilardo                        | Selección de Argentina |
| 1987 | Carlos Bilardo (2)           | Selección de Argentina                |                        |
| 1988 | Roberto Fleitas              | Nacional                              |                        |
| 1989 | Sebastião Lazaroni           | Selección de Brasil                   |                        |
| 1990 | Luis Cubilla                 | Club Olimpia                          |                        |
| 1991 | Alfio Basile                 | Selección de Argentina                |                        |
| 1992 | Telê Santana                 | São Paulo                             |                        |
| 1993 | Francisco Maturana           | América de Cali Selección de Colombia |                        |
| 1994 | Carlos Bianchi               | Vélez Sarsfield                       |                        |
| 1995 | Héctor Núñez                 | Selección de Uruguay                  |                        |
| 1996 | Hernán Darío Gómez           | Selección de Colombia                 |                        |
| 1997 | Daniel Passarella            | Selección de Argentina                |                        |
| 1998 | Carlos Bianchi               | Boca Juniors                          |                        |
| 1999 | Luiz Felipe Scolari          | Palmeiras                             |                        |
| 2000 | Carlos Bianchi               | Boca Juniors                          |                        |
| 2001 | Carlos Bianchi               | Boca Juniors                          |                        |
| 2002 | Luiz Felipe Scolari (2)      | Selección de Brasil                   |                        |
| 2003 | Carlos Bianchi (5)           | Boca Juniors                          |                        |
| 2004 | Luis Fernando Montoya        | Once Caldas                           |                        |
| 2005 | Aníbal Ruiz                  | Selección de Paraguay                 |                        |
| 2006 | Claudio Borghi               | Colo-Colo                             |                        |
| 2007 | Gerardo Martino              | Selección de Paraguay                 |                        |
| 2008 | Edgardo Bauza                | Liga de Quito                         |                        |
| 2009 | Marcelo Bielsa               | Selección de Chile                    |                        |
| 2010 | Óscar Washington Tabárez     | Selección de Uruguay                  |                        |
| 2011 | Óscar Washington Tabárez (2) | Selección de Uruguay                  |                        |
| 2012 | José Néstor Pékerman         | Selección de Colombia                 |                        |
| 2013 | José Néstor Pékerman         | Selección de Colombia                 |                        |
| 2014 | José Néstor Pékerman (3)     | Selección de Colombia                 |                        |
| 2015 | Jorge Sampaoli               | Selección de Chile                    |                        |
| 2016 | Reinaldo Rueda               | Atlético Nacional                     |                        |
| 2017 | Tite                         | Selección de Brasil                   |                        |
| 2018 | Marcelo Gallardo             | River Plate                           |                        |
| 2019 | Marcelo Gallardo             | River Plate                           |                        |
| 2020 | Marcelo Gallardo (3)         | River Plate                           |                        |
| 2021 | Abel Ferreira                | Palmeiras                             |                        |
| 2022 | Lionel Scaloni               | Selección de Argentina                |                        |
| 2023 | Fernando Diniz               | Fluminense y Selección de Brasil      |                        |
| 2024 | Artur Jorge                  | Sporting Braga Botafogo               |                        |

## Equipo Ideal de América
El Equipo Ideal de Sur América es elegido desde 1986 por El País, periódico de Uruguay, sobre la base de los votos remitidos por los periodistas deportivos especializados de todo el continente. Solamente los futbolistas que juegan en clubes americanos son de elección.
| Equipo Ideal 2024 | Equipo Ideal 2024      | Equipo Ideal 2024               |
| Pos.              | Futbolista             | Equipo                          |
| ----------------- | ---------------------- | ------------------------------- |
| Guardameta        | John                   | Botafogo                        |
| Defensa           | Gastón Martirena       | Racing Club                     |
| Defensa           | Rodrigo Battaglia      | Atlético Mineiro                |
| Defensa           | Alexander Barboza      | Botafogo                        |
| Defensa           | Alex Telles            | Al-Nassr Football Club Botafogo |
| Centrocampista    | Marlon Freitas         | Botafogo                        |
| Centrocampista    | Leonardo Fernández     | Peñarol                         |
| Centrocampista    | Jefferson Savarino     | Botafogo                        |
| Centrocampista    | Juan Fernando Quintero | Racing Club                     |
| Centrocampista    | Thiago Almada          | Atlanta United Botafogo         |
| Delantero         | Luiz Henrique          | Botafogo                        |

## Reina de América

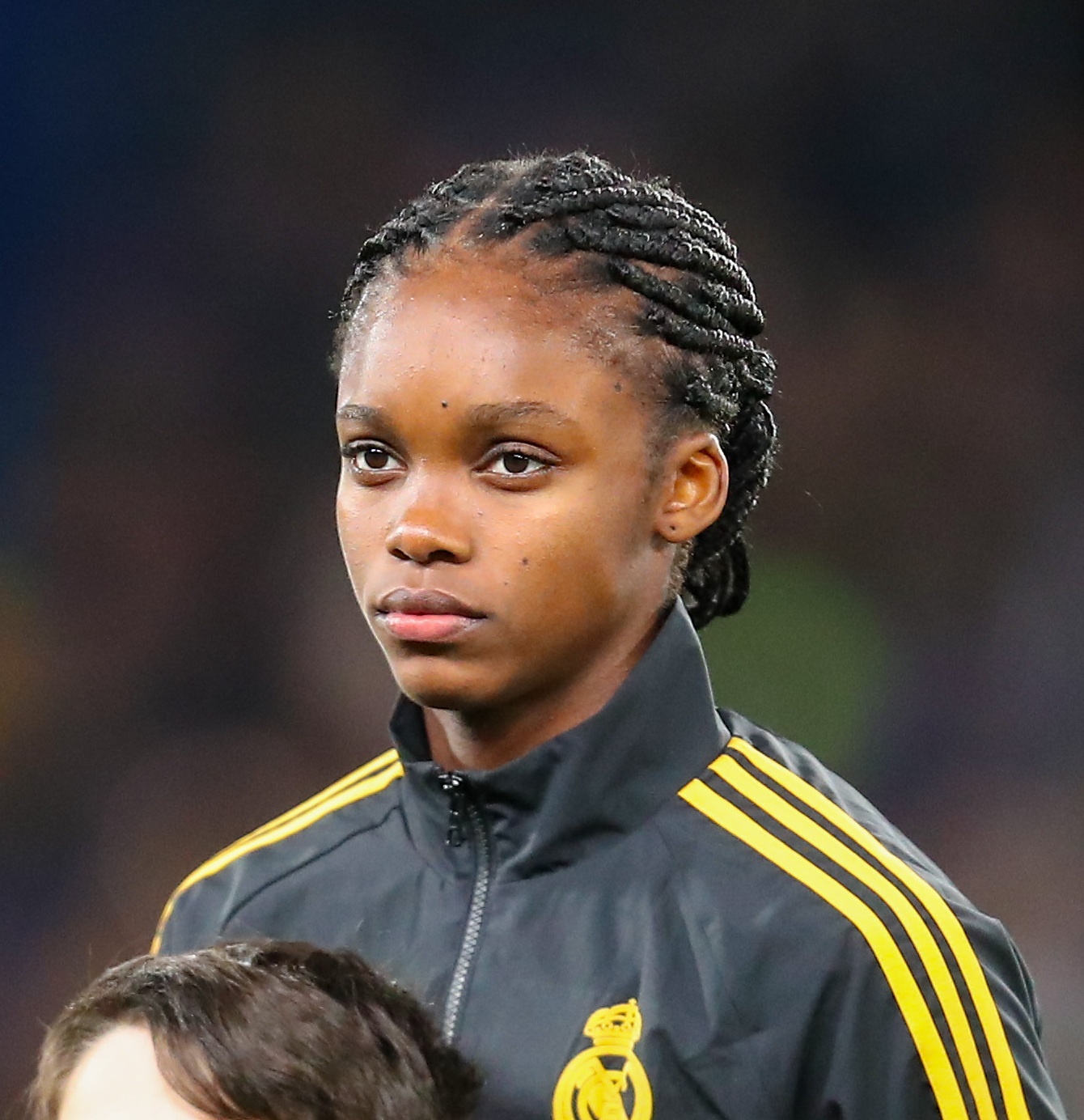
Linda Caicedo, Reina de América en el año 2022.

El Futbolista sudamericana del año es un premio anual otorgado a la mejor jugador de fútbol en Sudamérica. También conocido como "Reina de América" este premio se lanzó en el año 2021 en la 36° edición de los Premios América le responde a El País como una categoría no obligatoria para los periodistas encuestados.
| Año  | Año            | Pos.          | Jugadora       | Equipo      |
| ---- | -------------- | ------------- | -------------- | ----------- |
| 2021 |                | Defensa       | Tamires        | Corinthians |
| 2022 | Delantero      | Linda Caicedo | Deportivo Cali |             |
| 2023 | Delantero      | Priscila      | Internacional  |             |
| 2024 | Centrocampista | Gabi Zanotti  | Corinthians    |             |

## Categorías descontinuadas
A partir de 1991, además de las clásicas categorías reconocidas, se realizaron menciones especiales a los mejores jugadores y entrenadores sin límite geográfico con la consulta de periodistas europeos, por lo cual usualmente los premios también eran llamados "América y Europa le responden a El País". Estas categorías fueron destacadas por última vez en 2016.
| Distinciones europeas | Distinciones europeas | Distinciones europeas            | Distinciones europeas | Distinciones europeas   | Distinciones europeas |
| Año                   | Mejor jugador         | Mejor jugador                    | Mejor entrenador      | Mejor entrenador        | Ref.                  |
| --------------------- | --------------------- | -------------------------------- | --------------------- | ----------------------- | --------------------- |
| 1991                  | Jean-Pierre Papin     | Olympique de Marsella            | Michel Platini        | Selección de Francia    | [ 14 ]                |
| 1992                  | Marco van Basten      | AC Milan                         | Johan Cruyff          | FC Barcelona            | [ 14 ]                |
| 1993                  | Roberto Baggio        | Juventus de Turín                | Johan Cruyff          | FC Barcelona            | [ 14 ]                |
| 1994                  | Paolo Maldini         | AC Milan                         | Johan Cruyff          | FC Barcelona            | [ 14 ]                |
| 1995                  | George Weah           | AC Milan                         | Louis van Gaal        | AFC Ajax                | [ 14 ]                |
| 1996                  | Ronaldo               | PSV Eindhoven FC Barcelona       | Marcello Lippi        | Juventus de Turín       | [ 14 ]                |
| 1997                  | Ronaldo               | FC Barcelona Inter de Milán      | Marcello Lippi        | Juventus de Turín       | [ 14 ]                |
| 1998                  | Zinedine Zidane       | Juventus de Turín                | Marcello Lippi        | Juventus de Turín       | [ 14 ]                |
| 1999                  | Rivaldo               | FC Barcelona                     | Alex Ferguson         | Manchester United FC    | [ 14 ]                |
| 2000                  | Luís Figo             | FC Barcelona Real Madrid CF      | Alex Ferguson         | Manchester United FC    | [ 14 ]                |
| 2001                  | Zinedine Zidane       | Juventus de Turín Real Madrid CF | Ottmar Hitzfeld       | FC Bayern Munich        | [ 14 ]                |
| 2002                  | Zinedine Zidane       | Real Madrid CF                   | Luiz Felipe Scolari   | Selección de Brasil     | [ 14 ]                |
| 2003                  | Zinedine Zidane       | Real Madrid CF                   | Alex Ferguson         | Manchester United FC    | [ 14 ]                |
| 2004                  | Ronaldinho            | FC Barcelona                     | José Mourinho         | FC Porto Chelsea FC     | [ 14 ]                |
| 2005                  | Ronaldinho            | FC Barcelona                     | José Mourinho         | Chelsea FC              | [ 14 ]                |
| 2006                  | Ronaldinho            | FC Barcelona                     | José Mourinho         | Chelsea FC              | [ 14 ]                |
| 2007                  | Kaká                  | AC Milan                         | Michel Platini        | Arsenal FC              | [ 14 ]                |
| 2008                  | Cristiano Ronaldo     | Manchester United FC             | Alex Ferguson         | Manchester United FC    | [ 14 ]                |
| 2009                  | Lionel Messi          | FC Barcelona                     | Pep Guardiola         | FC Barcelona            | [ 15 ] [ 16 ]         |
| 2010                  | Lionel Messi          | FC Barcelona                     | José Mourinho         | Real Madrid CF          | [ 16 ] [ 17 ]         |
| 2011                  | Lionel Messi          | FC Barcelona                     | Pep Guardiola         | FC Barcelona            | [ 16 ]                |
| 2012                  | Lionel Messi          | FC Barcelona                     | Vicente del Bosque    | Selección de España     | [ 18 ]                |
| 2013                  | Cristiano Ronaldo     | Real Madrid CF                   | Jupp Heynckes         | FC Bayern Munich        | [ 19 ]                |
| 2014                  | Cristiano Ronaldo     | Real Madrid CF                   | Diego Simeone         | Club Atlético de Madrid | [ 20 ]                |
| 2015                  | Lionel Messi          | FC Barcelona                     | Luis Enrique          | FC Barcelona            | [ 21 ]                |
| 2016                  | Cristiano Ronaldo     | Real Madrid CF                   | Fernando Santos       | Selección de Portugal   | [ 22 ] [ 23 ]         |